# Viera Kubacká
Viera Kubacká (* 18. April 1968) ist eine slowakische Crosslauf-Sommerbiathletin.
Viera Kubacká von KB Predajná nahm an den erstmals ausgetragenen Sommerbiathlon-Europameisterschaften 2004 in Clausthal-Zellerfeld teil. Im Sprint belegte sie mit sechs Schießfehlern und mehr als sieben Minuten Rückstand den zehnten und mit weitem Abstand letzten Platz. Das Verfolgungsrennen bestritt sie nicht. Im Staffelrennen kam sie mit Eva Vladárová, Ľubomír Palguta und Miroslav Kaniansky in der außer Konkurrenz laufenden zweiten slowakischen Staffel zum Einsatz, mit der sie den virtuellen letzten Platz belegte. Auf nationaler Ebene bestreitet sie bis heute Veteranenrennen. Sie ist verheiratet und hat eine Tochter.